# Albersdorf-Prebuch
Albersdorf-Prebuch – gmina w Austrii, w kraju związkowym Styria, w powiecie Weiz. Liczy 2000 mieszkańców (1 stycznia 2015).